# Omnia (band)
Omnia er et "neoceltic pagan folk" band fra Holland, hvist medlemmer over årene har haft irsk, hollandsk, kornisk, belgisk, indonesisk og persisk baggrund. Deres musik er inspireret fra forskellige steder som Irland, England, Cornwall og Iran. Navnet er det latinske ord for "alting".
De synge på engelsk, fransk, bretonsk, finsk, tysk, hollandsk, svensk, latin og hindi. Deres instrumenter inkluderer keltisk harpe, mundharpe, drejelire, guitar, bodhrán, bouzouki, didgeridoo, fløjter af alle slags, sækkepiber samt forskellige tromme- og percussioninstrumenter.

## Medlemmer
Nuværende medlemmer
- Steve "Sic" Evans van der Harten (forsanger, dobbeltfløjte, overtonefløjte, whistle, bouzouki, darbukka, dombek, davul, mundarp)
- Jennifer "Jenny" Evans van der Harten (forsanger, keltisk harpe, klaver, drejelire, bodhrán,hammerdulcimer)
- Daphyd "Crow" Sens (triple-slide didgeridoo, mundharpe, vokal).

Tidligere medlemmer
- Rob "Raido" van Barschot (trommer og percussion)
- Satria Karsono (akustisk guitar og baggrundsvokal)

## Diskografi

### Studiealbum
- Sine Missione (indspillet1999, udgivet 2000)
- Sine Missione II (2002, Emmuty records)
- OMNIA "3" (2003, Zap Prod.)
- Crone of War (2004, Zap Prod.)[1]
- PaganFolk (2006, PaganScum records).[2]
- Alive! (2007 PaganScum records)[3]
- Wolf Love (2010, PaganScum records)[4][5]
- Musick and Poëtree (2011, PaganScum records)
- Earth Warrior (2014)
- Naked Harp (2015) - Jennys soloalbum
- Prayer (2016)
- Reflexions (2018)

### Live albums
- Live Religion (2005, PaganScum records)
- PaganFolk At The Fairy Ball (2008, PaganScum records)[6]
- Live on Earth (2012)

### Opsamlingsalbum og remixalbum
- Cybershaman (2007, PaganScum records)[7]
- History (2007, PaganScum records)
- World Of Omnia (2009, PaganScum records)

### DVD
- Pagan Folk Lore (2008, PaganScum records)